# Powiat Sōma (Shimōsa)
Powiat Sōma (jap. 相馬郡 Sōma-gun) – dawny powiat w Japonii, był częścią prowincji Shimōsa (późniejsze tereny prefektury Ibaraki i prefektury Chiba).

## Historia
W pierwszym roku okresu Meiji na terenie powiatu znajdowało się 1 miejscowość i 114 wiosek.
2 listopada 1878 roku z części powiatu Sōma powstał powiat Minamisoma w prefekturze Chiba.
2 grudnia 1878 roku z pozostałej części powiatu został utworzony powiat Kitasōma w prefekturze Ibaraki. Wskutek tego powiat został rozwiązany.